# Universal Music Group
Universal Music Group B.V. (UMG), aussi connu sous le nom d'Universal, est un label discographique américain et une société néerlandaise. Autrefois inclus dans Universal Pictures, dont les activités de musique et de cinéma ont été séparées en 1998, UMG est aujourd'hui indépendant des studios Universal, propriété de NBCUniversal (Comcast). Le groupe est détenu à 28 % par l'homme d'affaires français Vincent Bolloré, à travers les groupes Bolloré (18 %) et Vivendi (10 %), à 20 % par le chinois Tencent, et à 10 % par l'américain Pershing Square.
Universal MG est la plus grande des trois majors du disque ; au premier semestre 2011, elle représente 38,9 % des ventes mondiales. Le siège social d'UMG est situé à Hilversum (Pays-Bas) et son siège opérationnel à Santa Monica, en Californie.

## Histoire

### Débuts et structuration
Pour l'histoire d'UMG avant 1998, voir Music Corporation of America.
UMG est fondé en 1996 lorsque le groupe Seagram décide de séparer les activités de MCA, acquis un an auparavant, en deux filiales différentes : Universal Studios pour les activités cinématographiques et la télévision, et Universal Music Group pour les activités musicales,. En 1998, le groupe néerlandais Philips cède à Seagram la major du PolyGram, qui est intégré au sein de UMG. L'ensemble est ensuite acquis par le groupe français Vivendi en 2000. Celui-ci possède toujours UMG, mais revend Universal Pictures en 2004.
Le 28 février 2008, Universal Music achète l'Univision Music Group à Univision Communications pour l'associer à ses labels Universal Music Latino et Machete Records. Le 24 juin 2008, Disney Music Group signe avec Universal Music Group un contrat pour la distribution de ses artistes en Asie, excepté le Japon. Le 31 mars 2009, Universal Music signe un contrat avec YouTube. Ce contrat lui permet de faire supprimer toute vidéo qu'Universal juge comme portant atteinte à ses droits, et ceci même si les vidéos en question sont en règle face au Digital Millennium Copyright Act (DMCA).

### Depuis les années 2010

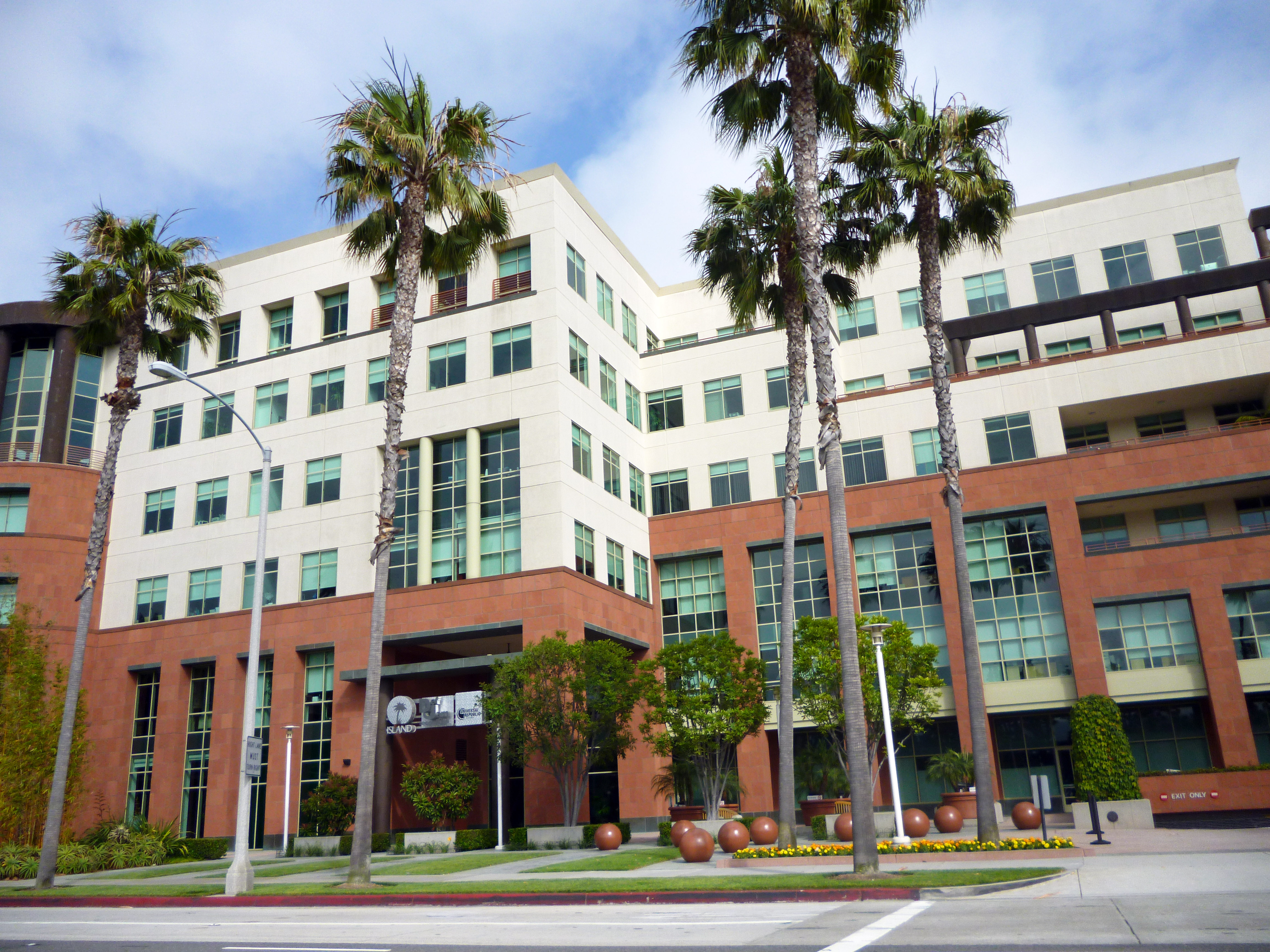
Siège d'Universal Music Group à Santa Monica.

En décembre 2011, Universal utilise ce contrat pour faire retirer la chanson promotionnelle de MegaUpload : Mega Song, alors que celle-ci n'avait violée aucune loi contre le piratage ou de copyright. Ceci fut fait sous le prétexte que certains chanteurs (Will.I.Am par exemple) participaient alors qu'ils étaient produits par Universal. Megaupload porte plainte contre Universal et YouTube décida de remettre en ligne les vidéos en attendant le jugement. La plainte contre Universal est retirée « sans préjudice » en janvier 2012. Megaupload se réservant le droit de porter à nouveau plainte à l'avenir. Le 6 septembre 2011, Universal Music Group rachète le MBO Group à Egmont. En novembre 2011, Universal Music rachète sa concurrente anglaise EMI pour la somme de 1,2 milliard de livres sterling, renforçant sa suprématie dans le monde de la musique avec 38,9 % de part de marché mondial. Toutefois, la filiale d'EMI nommée Parlophone (y compris EMI France) est cédée pour 487 millions de livres sterling (570 millions d'euros) à Warner Music Group à la suite des demandes de diverses autorités de la concurrence.
Le 20 mars 2013, Disney Music Group annonce approfondir son partenariat avec Universal Music Group en partageant les producteurs et compositeurs pour les artistes sous contrat et les futures productions Disney. En 2014, Universal ouvre ses clips au placement de produit avec la société Mirriad. Pour le groupe, il s’agit de s’ouvrir un marché qui représentait près de 8,25 milliards de dollars en 2012, en partenariat avec l’activité publicitaire de Havas. Toujours en 2014, le groupe lance en partenariat avec Canal+ son Talent Show « Island Africa Talent ». La première saison s'achève le 12 décembre 2014 avec la victoire de la malgache Deenyz. Après le succès considérable de l'émission, Universal MG annonce vouloir surfer sur son succès pour s'implanter durablement en Afrique en commençant par installer des bureaux et un studio d'enregistrement à Dakar et Abidjan.
En janvier 2015, Universal Music et Havas créent une « alliance globale » afin d'exploiter et monétiser les « données comportementales » des fans de musique. En juillet 2018, Vivendi annonce un désengagement partiel d'Universal Music Group, qui pourrait aller jusqu'à 50% du capital de la maison de disque. En mars 2020, le groupe chinois Tencent Holdings acquiert 10% du capital d'Universal Music Group à Vivendi, puis 10 % supplémentaires en décembre 2020, pour 3 milliards d'euros.
En février 2021, Vivendi annonce la scission d'Universal Music Group, via la distribution à ses actionnaires d'une participation de 60 % dans ce dernier. En septembre 2021, Vivendi lance le processus d'introduction en bourse de sa filiale Universal Music Group, avec l'espoir d'une valorisation à 33 milliards d'euros. Le prix d'introduction annoncé par Euronext est de 18,50 € par action.
En août 2023, le plateforme audio pour enfants Yoto conclut un accord avec Universal Music Group pour accéder à son catalogue,. Toujours en 2023, Universal Music Group acquiert l'agence de marketing et de distribution musicale Chabaka, basée à Beyrouth. La même année, Universal Music Group et Deezer lancent leur projet visant à créer un nouveau modèle économiques pour la diffusion de musique en streaming qui reconnaît mieux la valeur crée par les artistes. C'est un modèle « artist centric » qui cherche à récompenser les artistes et la musique qui génèrent de l'engagement et que les fans apprécient.
En février 2024, Universal Music retire son catalogue du service TikTok. En mars 2024, les éditions Universal Music Publishing Group retirent aussi leur catalogue de l'application chinoise.

## Principaux labels
- All Around the World
- AZ (Young Money Entertainment)
- Candlelight Records
- Capitol Music Group (Caroline Records, Motown)
- Decca Gold (Decca Records, Deutsche Grammophon)
- Def Jam Recordings
- Fascination Records
- Interscope Geffen A&M Records (A&M, Geffen Records, Interscope Records (Aftermath Entertainment, Cherrytree Records, Shady Records, G-Unit Records)
- Island Records (EmArcy Records, Mercury Records)
- Philips Records
- Polydor
- Republic Records (Cash Money Records, Lava Records, We the Best Music)
- Spinefarm Records
- ULM (Universal Licensing Music)
- Universal Music Group Nashville (Lost Highway Records)
- Universal Music France (Accord,  Disques Barclay,  Monstre Marin Corporation)
- Universal Music Latin Entertainment (Fonovisa Records, Machete Music)
- Universal Music Strategic Marketing
- UNI Records
- Universal Classic
- Universal Jazz
- Verve Music Group (GRP Records, Impulse!, Verve Records, Verve Forecast)

Les principaux labels de EMI ayant intégré depuis novembre 2011 Universal Music Group (une partie d'EMI ayant été cédé pour des raisons de concurrence) sont : Blue Note Records, Capitol Records, Delabel, EMI CMG, EMI Music Arabia, EMI Classics (cédé en 2013 à Warner Music), EMI Music Japan, EMI Records, Gumprod, Hostile Records (cédé en 2013 à Warner Music), Positiva Records, et Virgin Records.

## Groupes et artistes notables
- Variété internationale : RedOne, Anitta, Ariana Grande, Justin Bieber, Nirvana et Happy Tree Friends (Geffen), Rihanna, Selena Gomez, Bob Marley, Maroon 5, Nana Mouskouri, Elton John, Martin Garrix, Mike Will Made It, BTS, Elyanna, Blackpink, RedOne, The Beatles, The Rolling Stones, Taylor Swift, ABBA, Metallica, U2.

- Variété française : Stromae, Marc Lavoine, Vitaa, Wejdene, Johnny Hallyday, Zazie, Louane, Mylène Farmer, Vanessa Paradis, M. Pokora, Serge Gainsbourg, Michel Sardou, Grégory Lemarchal, Maëlle, Isk, Dadju, Darenn Mbadinga.

- Hip-hop : Booba, Nekfeu, Koba LaD, Maes, SCH, Ninho, Niska, Gradur, Dinos, Alpha Wann, Vald, Youv Dee, Enima, Eminem, Dr. Dre, 50 Cent, Drake, Kanye West, XXXTentacion, Kendrick Lamar, Nicki Minaj.